# Панорама Герца

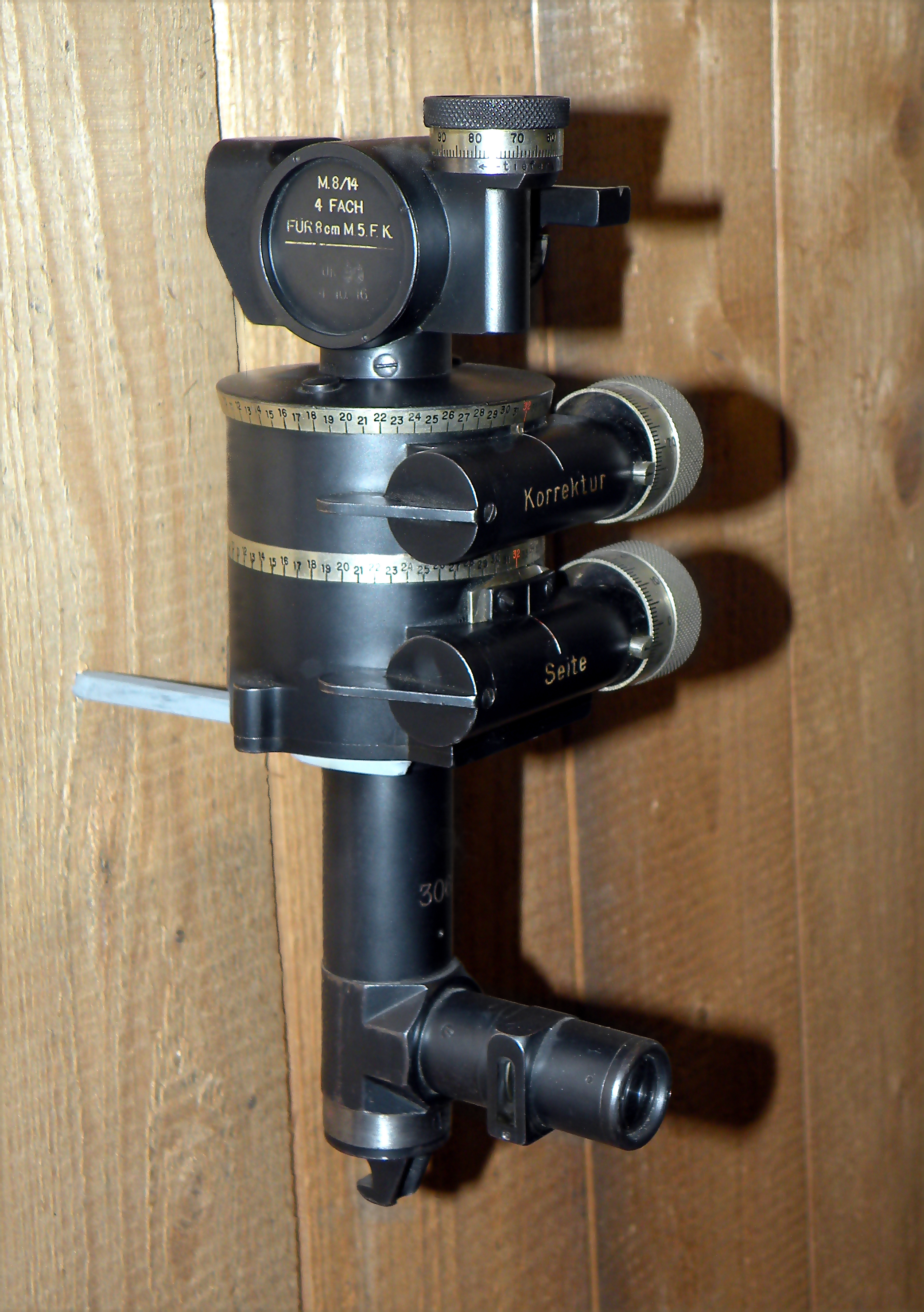
Собственно панорама Герца (для австро-венгерской полевой пушки образца 1905 года)

Панорама Герца — визирный и угломерный оптический прибор наземной артиллерии и реактивных установок залпового огня. Обеспечивает наведение орудия в вертикальной и горизонтальной плоскостях.
Применяется при стрельбе как по видимым, так и по невидимым целям (закрытым рельефом или выпуклостью земной поверхности).

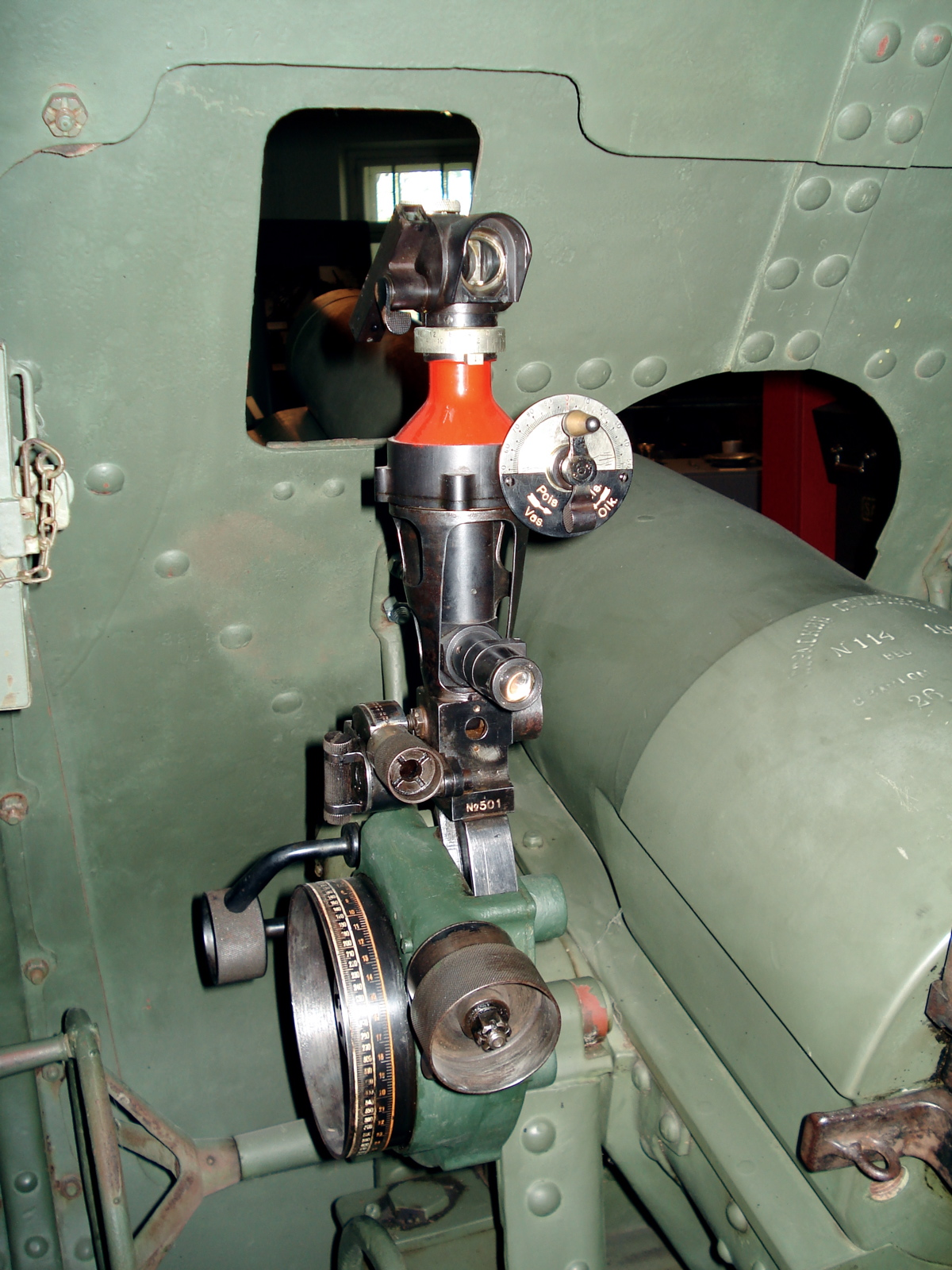
Комплектный прицел (с панорамой) 122-мм гаубицы образца 1910/30 в финском артиллерийском музее с надписями на финском языке

## Особенности конструкции
Механизм наведения состоит из:
- угломерного механизма для наведения в горизонтальной плоскости,
- механизма углов возвышения для наведения в вертикальной плоскости.

В «Описании панорамного приспособления обр. 1906 г. для 3-дм. полевой скорострельной пушки обр. 1902 года» (издание 1909 года, Санкт-Петербург) говорится:

…преимущества панорамы перед угломером заключаются в том, что в какой бы точке горизонта ни находилась точка наводки:
1. Наводчик не меняет своего места у орудия.
2. Наводчик видит точку наводки увеличенной в 4 раза.
3. Изображение точки наводки и перекрестие находятся на одном расстоянии от глаза, чем увеличивается точность наводки.
4. При наводке требуется совместить только две точки — центр перекрестия и точку наводки, этим наводка значительно сокращается.
5. Колебания глаза не отражаются на точности наводки.
6. Горизонтальные углы поворота панорамы можно измерять с точностью до 1/6000 части окружности (0,001 дистанции)»…

В середине XX века конструкция была усовершенствована добавлением в неё искусственной точки наводки — коллиматора, что позволило использовать панораму в тёмное время суток и в плохих метеоусловиях.

## История создания и производства

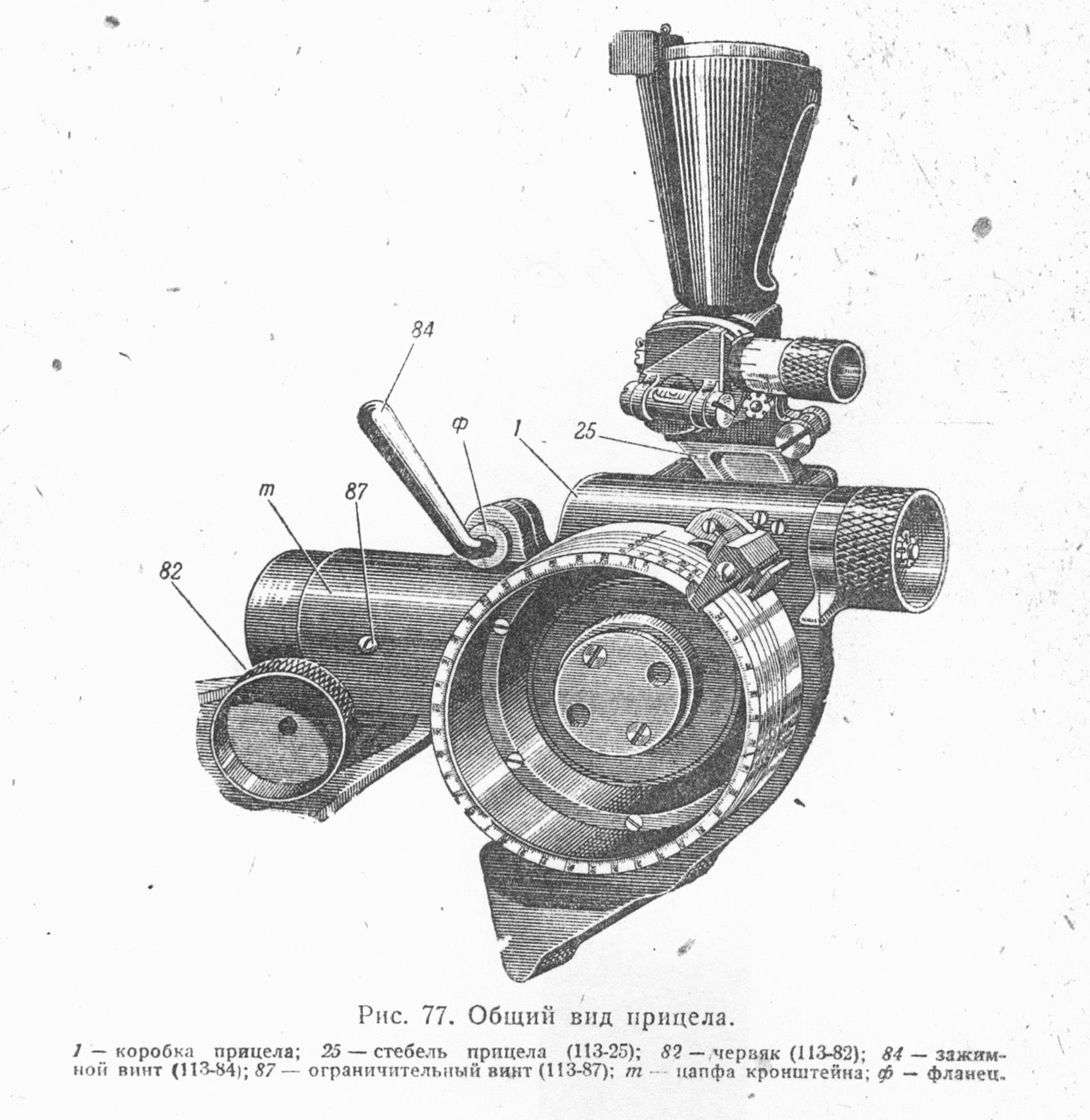
Устройство панорамного прицела 76 мм пушки образца 1902/30

Названа в честь создавшей её немецкой фирмы «Гёрц», которая разработала панораму по схеме, предложенной швейцарцем Корроди.
В России панорама была испытана в 1904 году и принята на вооружение в 1906 году.
Производство оптических панорам в России было развёрнуто на основе оптической мастерской Обуховского сталелитейного завода. По свидетельству академика А. Н. Крылова панорамы Обуховского завода ни в чём не уступали панорамам фирмы «Гёрц».
С 1914 года панорамы Герца также производились в реквизированных мастерских Цейса — Гёрца, в которых они собирались из импортных деталей и по чужим чертежам.
В Англии устройство получило название dial sight, в США используется название panoramic telescope.

## Изображения

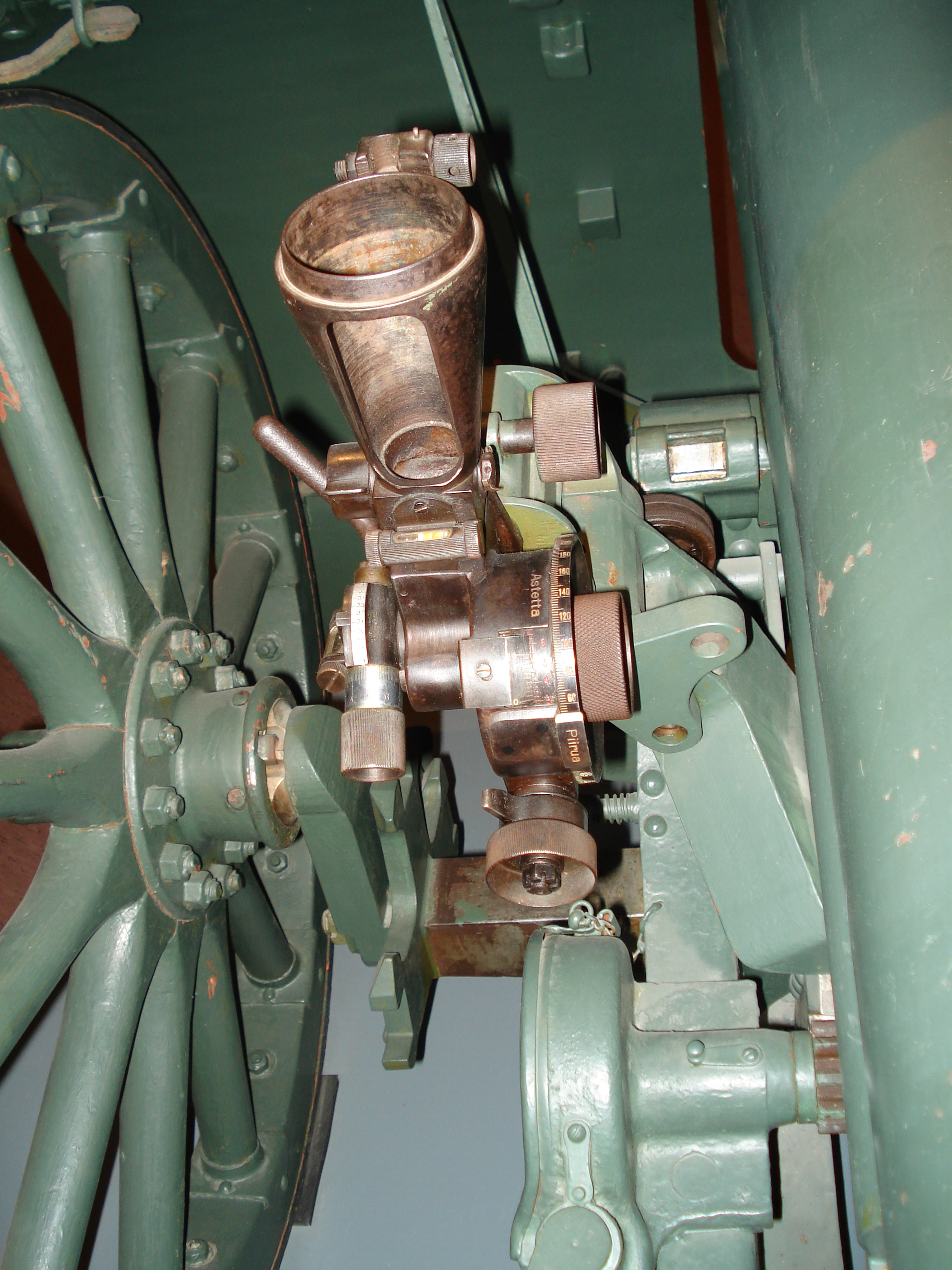
Прицел без панорамы 76-мм горной пушки обр. 1909 г., вероятно, финского производства, в том же музее
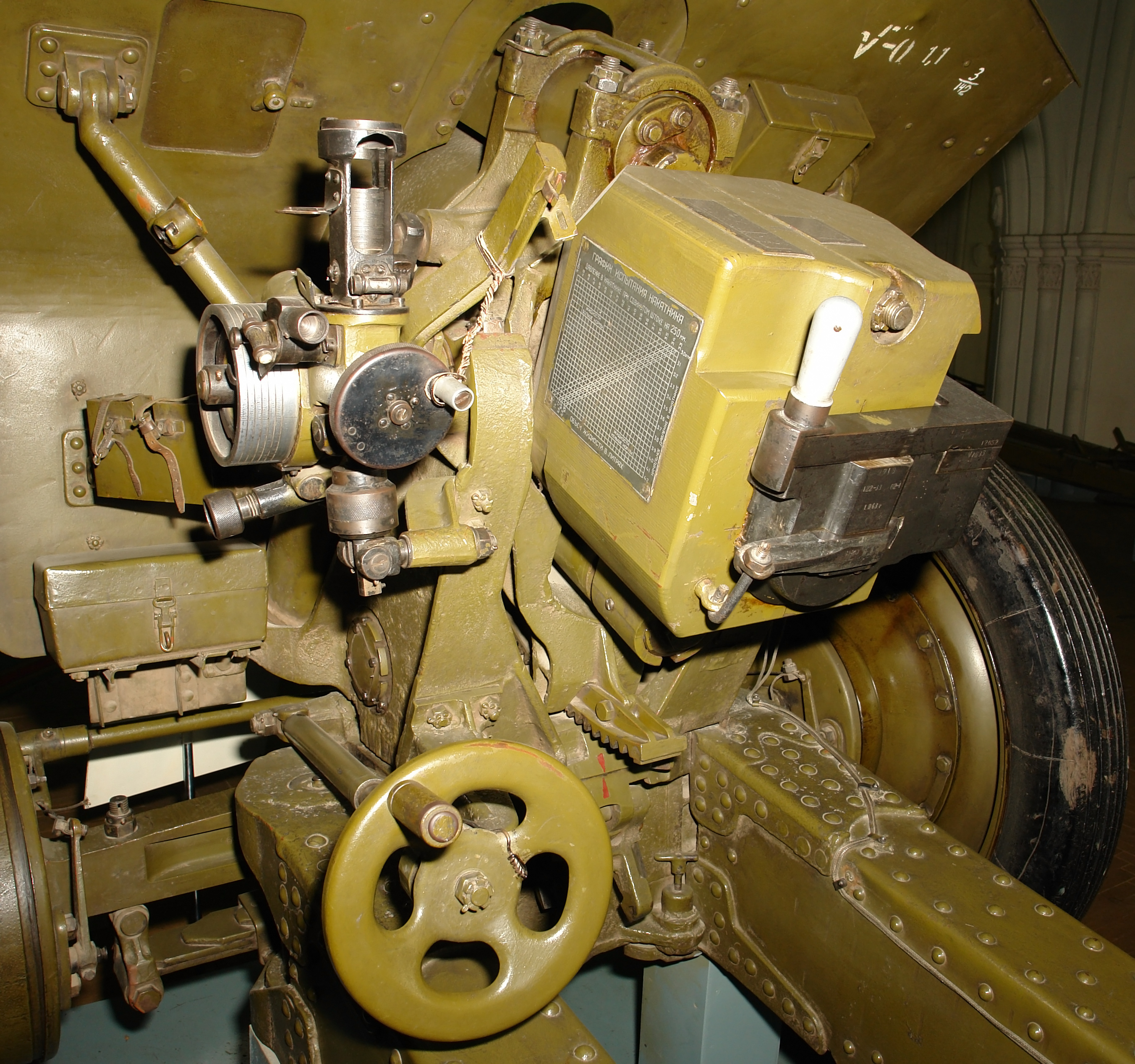
Панорамный прицел 122-мм гаубицы М-30
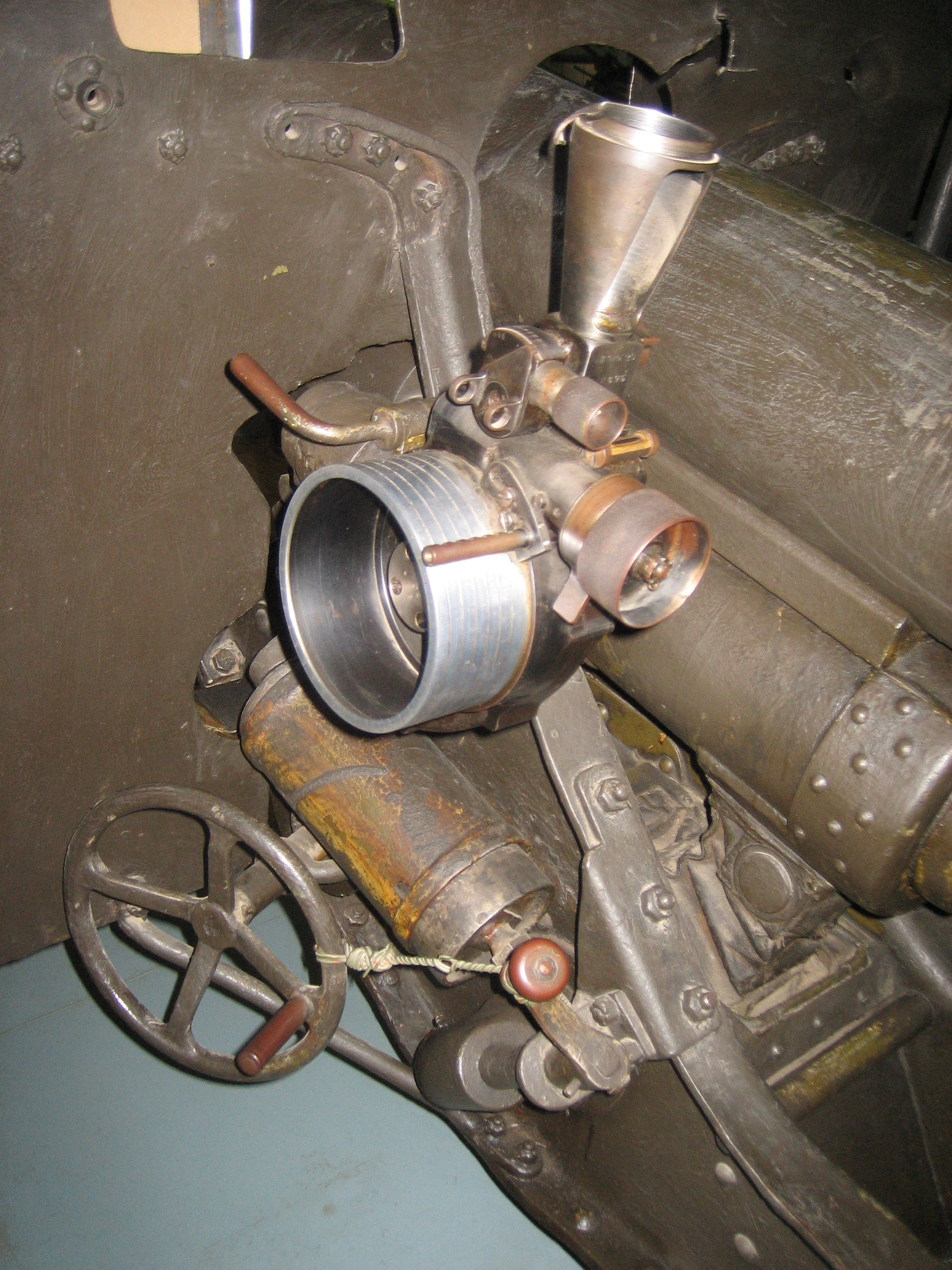
Устройство панорамного прицела 76 мм пушки обр. 1902/30
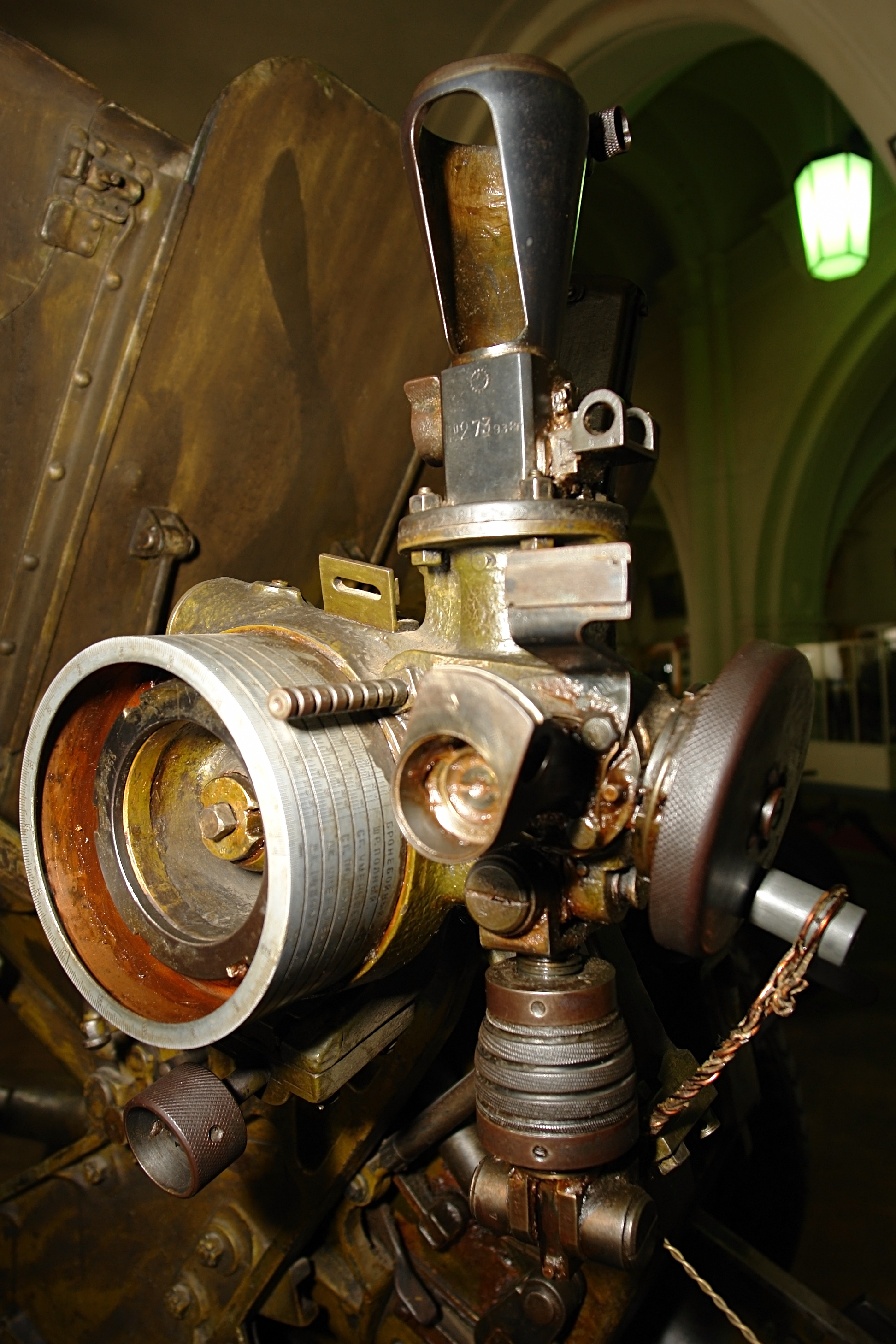
Панорамный прицел пушки ЗИС-3, Военно-исторический музей в СПб